# Frederick Anton Wiehl
Frederick Anton Wiehl (* 27. Januar 1902 in Winfield, USA; † 2. August 1982 in Madison, Florida) war ein deutsch-amerikanischer Jurist, NS-Propagandist und nachrichtendienstlicher Akteur.

## Herkunft
Wiehl wurde als Sohn deutscher Eltern in den USA geboren. Hier wuchs er auch auf und legte 1922 an der St. Lawrence University in Brooklyn sein erstes juristisches Examen ab. Im Sommer gleichen Jahres wechselte er nach Berlin an die juristische Fakultät der Friedrich-Wilhelms-Universität und setzte dort sein Studium fort. Seit diesem Zeitpunkt besaß er die deutsche und die US-amerikanische Staatsbürgerschaft. Während seines Deutschlandaufenthaltes kam er in Kontakt mit nationalsozialistischen Kreisen und vertrat zunehmend selbst auch deren Weltanschauung.

## Berufliche Entwicklung in den USA
Als Angestellter der Firma Keeler & Co. kehrte Wiehl 1923 in die USA zurück. Unter Abdeckung dieser Beschäftigung organisierte er in den nächsten Jahren pro-deutsche Propaganda nationalsozialistischer Ausrichtung. Diesem Ziel dienten auch zwei Publikationen, die er 1928 herausgab und darin über angebliche interne politische Spannungen in den USA sowie sich entwickelnde revolutionäre Zustände berichtete. Ein Jahr darauf wurde er 1929 von einem amerikanischen Gericht, vermutlich wegen seines ungesetzlichen Handelns im Zusammenhang mit der propagandistischen Tätigkeit für rechtsgerichtete Anschauungen, verurteilt. Ein Jahr später befand er sich wieder in Deutschland. Während dieser Zeit heiratete er und wurde Vater. Zwei Jahre später wurde er in der Schweiz wegen der Verwendung eines falschen Passes von der Polizei festgenommen. Seinen Aufenthalt 1932 in dem Land begründete er damit, dass er für eine US-amerikanische Firma im Bereich des Straßen- und Verkehrsbaus tätig sei. Ein Schweizer Gericht verurteilte Wiehl 1933 wegen eines Vergehens gegen das Passgesetz. Kurz darauf kehrte er mit einem deutschen Visum in die USA zurück.

## NS-Propaganda im Ausland
Nach Wiehls eigenen Angaben weitete er ab diesem Zeitpunkt seine Aktivitäten, nationalsozialistische Propagandaaktionen im Auftrag Deutschlands, auch auf Länder Asiens, Amerikas und auch Europas aus. Dazu nutzte er als Tarnung seinen Wohnsitz in den USA und seine nach wie vor bestehende US-Staatsbürgerschaft. Abgedeckt wurden diese Aktivitäten durch eine Anwaltskanzlei in Ridgewood, im US-Staat New Jersey, der er angehörte. Jedoch blieb es nicht bei dieser speziellen Propagandatätigkeit. Die neue Qualität seines Agierens bestand nunmehr auch in der nachrichtendienstlichen Informationsbeschaffung, vorrangig über die kommunistischen Organisationen in den jeweiligen, von ihm aufgesuchten Ländern. Zur Tarnung seiner eigentlichen Auftraggeber legte er zusätzlich falsche Fährten, in dem er Reiseziele nach Südamerika, wie Argentinien, Chile und Mexiko vorgab, um von dort aus nach Berlin weiterzureisen, ohne dass dieses zweite Reiseziel den US-amerikanischen Behörden bekannt wurde.
Ab 1938 wohnte seine Familie in Deutschland. Mit Beginn des Zweiten Weltkriegs verstärkte Wiehls auch seine NS-Propaganda in den USA wieder. Im September 1940 ließ er seinen US-amerikanischen Pass mit der Erklärung verlängern, wieder geschäftliche Aktivitäten in Lateinamerika erledigen zu müssen. In Wirklichkeit jedoch verblieb er in Long Island und bemühte sich, die dort lebenden deutsch-amerikanischen Minderheiten für deutsche Interessen zu gewinnen und als Träger der NS-Ideologie zu instrumentalisieren. Dazu gründete er eine propagandistisch tätige Vereinigung, die sich nach außen als Verfechter der neokolonialistischen Monroe-Doktrin tarnte. Das eigentliche Ziel jedoch bestand darin, mögliche Bündnisse der lateinamerikanischen Staaten mit Großbritannien sowie den USA zu verhindern, da diese sich auf das Kräfteverhältnis der Alliierten positiv ausgewirkt hätten. Durch diese Aktivitäten geriet er zunehmend in das Visier des Federal Bureau of Investigation (FBI) und in Verdacht ein deutscher Spion zu sein. Als Wiehl sich im Sommer 1941 beim Anwaltsverband des US-Staates New York zu einer nächsten längeren Reise nach Mexiko abmelden wollte, wurde bekannt, dass gegen ihn erneut ein Haftbefehl, dieses Mal angeblich wegen Betruges, vorlag.

## Tätigkeit in Ostasien
In Mexiko angekommen, suchte Wiehl die deutsche Gesandtschaft auf und erhielt vom amtierenden Geschäftsträger Rüdt von Collenberg einen falschen Pass auf den Namen „Friedrich Auwald“ mit der Pass-Nr. 15369 R/69 ausgehändigt. Von Mexiko aus reiste er nach Argentinien weiter, um von dort nach Deutschland zu gelangen. Hier erhielt er den Auftrag, nunmehr sein zukünftiges Operationsgebiet zur Forcierung der NS-Propagandatätigkeit im ostasiatischen Raum aufzusuchen und sich dort eine neue, verdeckte Arbeitsbasis aufzubauen. Zur Schaffung einer günstigen Ausgangsposition für sein Wirken war geplant, dass er sich bei dem im ostasiatischen Raum tätigen US-amerikanischen Sender XMHA um eine Festanstellung bemühen sollte. Sein erster Anlaufpunkt von Berlin aus war Japan. Hier traf er, zur weiteren Instruktion mit dem an der deutschen Botschaft in Tokyo tätigen Polizeiattaché Josef Meisinger zusammen. Dieser wiederum machte Wiehl mit dem vor Ort tätigen Gestapovertreter, Rudolf Paul Klare bekannt. Von Tokyo aus traf er am 1. Oktober 1941 in Shanghai ein und suchte auftragsgemäß die dort installierten Vertreter des Sicherheitsdienstes (SD) und der Gestapo auf. Mit diesen besprach er seine zukünftige Legende, in Shanghai zu leben, um von dort aus nachrichtendienstlich wirken zu können.
Als sein zukünftiges Büro erhielt Wiehl ein Arbeitszimmer unter der Adresse Shanghai 304 Kiangse Road zur Verfügung und die Aufforderung, dass zukünftig der Arbeitskontakt über den Chef des Deutschen Informationsbüros Jesco von Puttkamer gesteuert wird. Als die notwendigen Arbeitsbedingungen hergestellt waren, begann Wiehl sein eigenes Informantennetz aufzubauen und die NS-Progandaarbeit auftragsgemäß zu organisieren. Ab 1942 sendete er jeden Tag ein 20-minütiges Programm über den Sender XGRS mit dem Titel „Amerika von Innen“. Zeitweilig trug die Sendung auch die Programmüberschrift „Was jeder Amerikaner wissen sollte“. Unter dieser Tarnung betrieb er in deutschem Auftrag antiamerikanische Diversion, die vor allem ab der Zeit des US-amerikanischen Kriegseintritts zu suggerieren versuchte, dass ein Sturz der Regierung in den USA durch breite Kreise der Bevölkerung bevorstehe. Aber auch in Druckmedien veröffentlichte er unter dem Decknamen „Friedrich Auwald“ Artikel, die vorrangig in der von Klaus Mehnert geführten Zeitschrift „The XXthe Century“ erschienen. Zeitnah ließ er seine 1928 in den USA erschienen Bücher „Die kommende amerikamische Revolution“ und „Amerika von Innen“ als ostasiatische Ausgabe aufmachen. Vertrieben wurden sie für Propagandazwecke hauptsächlich über die von Puttkamer geführte „Deutsche Informationsstelle“ in Shanghai. Ab 1945 kam noch das ebenfalls von Wiehl herausgegebene Buch „Roosevelts Siegesvorsprung“ dazu. Die benötigten Informationen für die Radiosendungen und Artikel erhielt er über das in Shanghai tätige nachrichtendienstliche Netz des Sicherheitsdienstes (SD) sowie die von ihm selbst geführten Informanten. Unter diesen Quellen befanden sich vorrangig Abenteurer, Kriminelle und Hochstapler, wie beispielsweise Ignaz Trebitsch-Lincoln. Dieser hatte sich als buddhistischer Abt „Chao Kung“ im ostasiatischen Raum eine eigene Nachrichtenbasis geschaffen. Mehrere dieser Informanten wurden durch die Kempeitai enttarnt, festgenommen oder kamen nach ihrer Entdeckung unter mysteriösen Umständen ums Leben. Nach der deutschen Kapitulation im Mai 1945 bemühte sich Wiehl, seine nachrichtendienstliche Tätigkeit fortzusetzen, und konzentrierte sich nunmehr auf die in Japan stationierten US-Streitkräfte.
Erst als im Oktober 1946 der Kriegsverbrecherprozess gegen 27 führende Mitarbeiter der deutschen Botschaft in China, der Deutschen Informationsstelle in Shanghai, der Organisation Transocean der Nachrichtenstelle EURASIA, des Sicherheitsdienstes (SD), sowie der deutschen Abwehr vor dem Militärtribunal der US-Commission begann, zog sich Wiehl aus der Öffentlichkeit zurück und scheint zeitnah den ostasiatischen Raum verlassen zu haben. Der Gerichtsprozess endete am 14. Januar 1947 mit der Verurteilung des letzten Leiters der Deutschen Informationsstelle Lothar Eisenträger zu lebenslänglicher Haft.
Von diesem Zeitpunkt an verlieren sich die Spuren Frederick Anton Wiehls über viele Jahrzehnte. Er starb am 2. August 1982 und wurde auf dem Oak Ridge Cemetry in Madison (Florida) in der Section E, Grab Nr. 85697533 beigesetzt.

## Publikationen
- Die kommende amerikanische Revolution, 1928
- Amerika von Innen, Sammlung von Radiotexten, 1928
- Roosevelts Siegesvorsprung, Januar 1945